# Intacto
Pour plus de détails, voir Fiche technique et Distribution.
Intacto est un film espagnol réalisé par Juan Carlos Fresnadillo, sorti en Espagne 2001 puis à l'échelle internationale sur le circuit des festivals en 2002.
Enraciné dans le réalisme magique, le film dépeint un commerce souterrain de la chance ; la prémisse prétend que la chance peut être amassée et transférée comme toute autre marchandise, les flux de « bonne fortune » vont de ceux qui en ont le moins, vers ceux qui en ont le plus. L'histoire suit plusieurs participants engagés dans des jeux de « chance », dont chaque partie est plus risquée que la précédente, l'objectif étant d'éliminer le malchanceux.

## Synopsis
Un survivant des camps de concentration, un juif du nom de Samuel Berg (Max von Sydow), surnaturellement chanceux, gère un casino européen. Un de ses employé est Federico (Eusebio Poncela), spécialisé en découverte de personnes touchées par la chance, et qui la leur « vole » en posant simplement une main sur eux.
Quand Samuel Berg a une brouille avec Federico et lui ôte ses pouvoirs, Federico part à la recherche de l'homme le plus chanceux, Tomás (Leonardo Sbaraglia), un braqueur de banque seul survivant d'un accident d'avion, afin d'utiliser ses pouvoirs pour contrer Samuel Berg dans un jeu qu'il n'a jamais perdu : la roulette russe.
Federico teste ce partenaire afin de confirmer ses capacités. Au cours de ce processus, ils s'approchent d'un cercle restreint de jeux de hasard souterrains, qui les mèneront tous les deux - et avec Sara (Mónica López), la femme flic sur leurs talons - à la confrontation finale avec Samuel Berg.

## Fiche technique
- Titre original : Intacto
- Scénario : Juan Carlos Fresnadillo, Andrés M. Koppel
- Durée : 108 minutes
- Pays :  Espagne
- Date de sortie : 15 janvier 2003 en  France

## Distribution
- Leonardo Sbaraglia : Tomás
- Eusebio Poncela (VF : Féodor Atkin) : Federico
- Mónica López : Sara
- Antonio Dechent (VF : Daniel Beretta) : Alejandro
- Max von Sydow : Samuel
- Guillermo Toledo : Horacio
- Alber Ponte : Mari de Sara
- Andrea San Vicente : Fille de Sara
- Jesús Noguero : Captif 2
- Ramón Serrada : Captif 3
- Marisa Lull : Infirmière
- Luis Mesonero : Gerard
- Pedro Beitia (VF : Benoît Allemane) : Inspecteur
- Jaime Losada : Préposé
- Susana Lazaro : Captive
- Iván Aledo : Garde du corps
- Paz Gómez : Ana
- Marta Gil : Claudia
- Pere Eugeni Font : Engominado
- Ramón Esquinas : Pivot
- Chema de Miguel : Roux
- Cesar Castillo : Chef du jeu
- Flora Álvaro : Joueuse
- José Olmo : Joueur 1
- Luis de Leon : Vieux joueur
- Francisco Sotelo : Joueur qui perd au casino
- Patricia Castro : Employée de l'aéroport
- Paco Churraca : Policier Carpa
- Adria Rauly : Jeune policier
- Fernando Albizu : Chef de la police
- Mauricio Bautista : Policier roux
- Pablo Portillo : Policier de garde 1
- Santiago Martínez : Policier de garde 2